# Långtjärnen (Ludvika socken, Dalarna)
Långtjärnen är en sjö i Ludvika kommun i Dalarna och ingår i Norrströms huvudavrinningsområde. Sjön har en area på 0,149 kvadratkilometer och ligger 234,3 meter över havet. Sjön avvattnas av vattendraget Prästhyttebäcken.

## Delavrinningsområde
Långtjärnen ingår i det delavrinningsområde (667847-145925) som SMHI kallar för Vid mätstation Finntorpet. Medelhöjden är 258 meter över havet och ytan är 6,96 kvadratkilometer. Det finns inga avrinningsområden uppströms utan avrinningsområdet är högsta punkten. Prästhyttebäcken som avvattnar avrinningsområdet har biflödesordning 4, vilket innebär att vattnet flödar genom totalt 4 vattendrag innan det når havet efter 272 kilometer. Avrinningsområdet består mestadels av skog (80 procent). Avrinningsområdet har 0,29 kvadratkilometer vattenytor vilket ger det en sjöprocent på 4,2 procent.